# Аулида
Аулида (стгрч. Άυλίς) је био грчки лучки град, који се налази у Беотији у централној Грчкој, у Еурипусовом мореузу, насупрот острва Еубеја. Идентификује се и модерним називом Авлида. Аулида се никада није развио у независни полис, али је припадао Теби (378. п. н. е) и Танагри респективно.
Према легенди (Илијада), грчка флота се окупила у Аулиду пре напада на Троју. Међутим, напад је спречио Артемис, који је зауставио ветар да казни Агамемнона, који је убио јелена у свету и хвалио се да је био бољи ловац. Флота је једино могла да плови кад је Агамемнон жртвовао своју старију ћерку Ифигенију.
Године 396. п. н. е, спартански краљ Агесилај II, који је имитирао Агамемнона, изабрао је Аулиде да плове у Азију са својом војском. Уочи једрења Тебани су интервенисали и одвезли су Агесилаја из Беотије. Овај догађај је прихваћен као порекло Агесилајеве личне мржње према Тебанима, која је значајно утицала на однос између Спарте и Тебе у наредних 25 година, све до одлучне битке код Леуктре.
Аулида је у римско доба била мало рибарско насеље, чији су се становници бавили и грнчарством. Данас се Аулида назива Vathỳ.